# Agripina Montes del Valle
Agripina Montes del Valle (Salamina, Caldas, 1844 - 1915) va ser una catedràtica universitària i escriptora colombiana. Durant l'edició del concurs internacional de poesia de Santiago de Xile de l'any 1872, va ser premiada per la seva obra "Ala América del Sur". L'escriptor colombià, Rafael Pombo, en la seva obra "Todo en ella" menciona el que, ell considerava, la qualitat de les seves obres:
| «               | Tot en ella la fa elevar a la primera fila de la lírica castellana | » |
| — Rafael Pombo, |                                                                    |   |

L'escriptora es va dedicar a la docència a Bogotà, mentre col·laborava amb les seves poesies en diferents publicacions. Va emprar, seguint el costum de l'època, pseudònims com Porcia i Azucena del Valle.
Un concurs a nivell nacional a Colòmbia sobre poesia porta el seu nom. Montes del Valle va morir a Anolaima (Cundinamarca) l'any 1915.